# Gereformeerde kerk (Oldeboorn)
De Gereformeerde kerk is een kerkgebouw in Oldeboorn in de Nederlandse provincie Friesland.

## Beschrijving
De kerk werd in 1738 gebouwd als doopsgezinde kerk. In 1887 werd de kerk in gebruik genomen door de Gereformeerde Kerk. De zaalkerk met tuitgevel heeft een omlijste ingang en hoog zadeldak. In 1914 werd een orgel van Martin Vermeulen in de kerk geplaatst.
Het kerkgebouw is een rijksmonument en heeft sinds 1993 geen kerkfunctie meer, maar is omgebouwd tot woonhuis.